# Місіма (Сідзуока)
Місі́ма (яп. 三島市, みしまし, МФА: [miɕima ɕi̥]?) — місто в Японії, в префектурі Сідзуока. Розташоване в східній частині префектури.   Виникло на основі адміністративного центру провінції Ідзу. В середньовіччі було прихрамовим поселенням біля синтоїстського святилища Місіма. В ранньому новому часі стало постоялим містечком на Східноморському шляху. Отримало статус міста 1941 року. Площа становить 62,13 км². Станом на 1 серпня 2011 року населення складало 111 596  осіб, густота населення — 1800 осіб/км².  Основою економіки є машинобудування, металургія, хімічна промисловість, виробництво електротоварів та гуми, комерція, туризм.   

## Клімат
Місто знаходиться у зоні, котра характеризується вологим субтропічним кліматом. Найтепліший місяць — серпень із середньою температурою 25.6 °C (78 °F). Найхолодніший місяць — січень, із середньою температурою 5 °С (41 °F).
| Клімат Місіми           | Клімат Місіми | Клімат Місіми | Клімат Місіми | Клімат Місіми | Клімат Місіми | Клімат Місіми | Клімат Місіми | Клімат Місіми | Клімат Місіми | Клімат Місіми | Клімат Місіми | Клімат Місіми | Клімат Місіми |
| Показник                | Січ.          | Лют.          | Бер.          | Квіт.         | Трав.         | Черв.         | Лип.          | Серп.         | Вер.          | Жовт.         | Лист.         | Груд.         | Рік           |
| Середній максимум, °C   | 10            | 11            | 14            | 18            | 22            | 25            | 29            | 30            | 27            | 22            | 17            | 13            | 19            |
| Середня температура, °C | 5             | 5             | 8             | 13            | 17            | 21            | 25            | 26            | 23            | 17            | 12            | 7             | 14            |
| Середній мінімум, °C    | 0             | 0             | 3             | 8             | 12            | 17            | 21            | 22            | 19            | 12            | 6             | 1             | 10            |
| Норма опадів, мм        | 49            | 52            | 98            | 123           | 149           | 193           | 143           | 145           | 181           | 137           | 79            | 50            | 1396          |
| ----------------------- | ------------- | ------------- | ------------- | ------------- | ------------- | ------------- | ------------- | ------------- | ------------- | ------------- | ------------- | ------------- | ------------- |
| Джерело: Weatherbase    |               |               |               |               |               |               |               |               |               |               |               |               |               |